# Atletica leggera ai Giochi della VIII Olimpiade - 3000 metri a squadre
La competizione dei 3000 metri a squadre di atletica leggera alla sua ultima apparizione ai Giochi della VIII Olimpiade si tenne nei giorni 11 e 13 luglio 1924 allo Stadio di Colombes a Parigi.

## Risultati
Ogni nazione poteva schierare al massimo 6 atleti. Ai fini della classifica erano validi i piazzamenti dei primi tre di ogni squadra.

### Semifinali
Si disputarono il giorno 11 luglio. 2 serie le prime due squadre accedevano alla finale.
| Pos. | Nazione       | Atleta              | Piazz | Punti | Punti Totali |
| ---- | ------------- | ------------------- | ----- | ----- | ------------ |
| 1    | Finlandia     | Paavo Nurmi         | 1     | 1     | 6            |
| 1    | Finlandia     | Ville Ritola        | 2     | 2     | 6            |
| 1    | Finlandia     | Sameli Tala         | 3     | 3     | 6            |
| 1    | Finlandia     | Frej Liewendahl     | 12    | -     | 6            |
| 1    | Finlandia     | Elias Katz          | 13    | -     | 6            |
| 1    | Finlandia     | Eino Seppälä        | Rit.  | -     | 6            |
| 2    | Gran Bretagna | Walter Porter       | 4     | 4     | 15           |
| 2    | Gran Bretagna | Bert Johnston       | 5     | 5     | 15           |
| 2    | Gran Bretagna | Bert Macdonald      | 6     | 6     | 15           |
| 2    | Gran Bretagna | William Seagrove    | 9     | -     | 15           |
| 2    | Gran Bretagna | Arthur Clark        | Rit.  | -     | 15           |
| 2    | Gran Bretagna | George Webber       | Rit.  | -     | 15           |
| 3    | Norvegia      | Hans Gundhus        | 8     | 8     | 27           |
| 3    | Norvegia      | Nils Andersen       | 10    | 9     | 27           |
| 3    | Norvegia      | Haakon Jansen       | 11    | 10    | 27           |
| 3    | Norvegia      | Johan Badendyck     | 15    | -     | 27           |
| 4    | Italia        | Angelo Davoli       | 7     | 7     | 31           |
| 4    | Italia        | Ferruccio Bruni     | 14    | 11    | 31           |
| 4    | Italia        | Giovanni Garaventa  | 17    | 13    | 31           |
| 4    | Italia        | Ernesto Ambrosini   | Rit.  | -     | 31           |
| 5    | Polonia       | Stanisław Ziffer    | 16    | 12    | 41           |
| 5    | Polonia       | Julian Łukaszewicz  | 18    | 14    | 41           |
| 5    | Polonia       | Stefan Szelestowski | 19    | 15    | 41           |

| Pos. | Nazione     | Atleta             | Piazz | Punti | Punti Totali |
| ---- | ----------- | ------------------ | ----- | ----- | ------------ |
| 1    | Stati Uniti | William Cox        | 2     | 2     | 9            |
| 1    | Stati Uniti | Edward Kirby       | 3     | 3     | 9            |
| 1    | Stati Uniti | Willard Tibbetts   | 4     | 4     | 9            |
| 1    | Stati Uniti | James Connolly     | 8     | -     | 9            |
| 1    | Stati Uniti | Joie Ray           | 11    | -     | 9            |
| 1    | Stati Uniti | Leo Larrivee       | 20    | -     | 9            |
| 2    | Francia     | Paul Bontemps      | 5     | 5     | 18           |
| 2    | Francia     | Lucien Duquesne    | 6     | 6     | 18           |
| 2    | Francia     | Camille Barbaud    | 7     | 7     | 18           |
| 2    | Francia     | Armand Burtin      | 10    | -     | 18           |
| 2    | Francia     | Léonard Mascaux    | 14    | -     | 18           |
| 2    | Francia     | Jean Keller        | 16    | -     | 18           |
| 3    | Svezia      | Edvin Wide         | 1     | 1     | 21           |
| 3    | Svezia      | Axel Eriksson      | 9     | 8     | 21           |
| 3    | Svezia      | Sven Emil Lundgren | 19    | 12    | 21           |
| 3    | Svezia      | Stig Reuterswärd   | 21    | -     | 21           |
| 4    | Spagna      | Jesús Diéguez      | 12    | 9     | 30           |
| 4    | Spagna      | José Andía         | 13    | 10    | 30           |
| 4    | Spagna      | Fabián Velasco     | 15    | 11    | 30           |
| 4    | Spagna      | M. Pena Moral      | 17    | -     | 30           |
| 4    | Spagna      | Joaquín Miquel     | 18    | -     | 30           |
| 4    | Spagna      | Miguel Palau       | NP    | -     | 30           |
| -    | Messico     | NP                 | NP    | NP    | NP           |

## Finale
Si disputò il giorno 13 luglio
| Pos.    | Nazione       | Atleta           | Piazz | Punti | Punti Totali |
| ------- | ------------- | ---------------- | ----- | ----- | ------------ |
| Oro     | Finlandia     | Paavo Nurmi      | 1     | 1     | 8            |
| Oro     | Finlandia     | Ville Ritola     | 2     | 2     | 8            |
| Oro     | Finlandia     | Elias Katz       | 5     | 5     | 8            |
| Oro     | Finlandia     | Sameli Tala      | 13    | -     | 8            |
| Oro     | Finlandia     | Frej Liewendahl  | Rit.  | -     | 8            |
| Oro     | Finlandia     | Eino Seppälä     | NP    | -     | 8            |
| Argento | Gran Bretagna | Bert Macdonald   | 3     | 3     | 14           |
| Argento | Gran Bretagna | Bert Johnston    | 4     | 4     | 14           |
| Argento | Gran Bretagna | George Webber    | 7     | 7     | 14           |
| Argento | Gran Bretagna | Walter Porter    | 10    | -     | 14           |
| Argento | Gran Bretagna | Arthur Clark     | 14    | -     | 14           |
| Argento | Gran Bretagna | William Seagrove | 16    | -     | 14           |
| Bronzo  | Stati Uniti   | Edward Kirby     | 6     | 6     | 25           |
| Bronzo  | Stati Uniti   | William Cox      | 8     | 8     | 25           |
| Bronzo  | Stati Uniti   | Willard Tibbetts | 12    | 11    | 25           |
| Bronzo  | Stati Uniti   | Leo Larrivee     | 17    | -     | 25           |
| Bronzo  | Stati Uniti   | Joie Ray         | 18    | -     | 25           |
| Bronzo  | Stati Uniti   | James Connolly   | Rit.  | -     | 25           |
| 4       | Francia       | Paul Bontemps    | 9     | 9     | 31           |
| 4       | Francia       | Armand Burtin    | 11    | 10    | 31           |
| 4       | Francia       | Léonard Mascaux  | 15    | 12    | 31           |
| 4       | Francia       | Camille Barbaud  | 19    | -     | 31           |
| 4       | Francia       | Lucien Duquesne  | Rit.  | -     | 31           |
| 4       | Francia       | Jean Keller      | Rit.  | -     | 31           |

## Il record di Paavo Nurmi
- Questa gara è l'ultima fatica di Paavo Nurmi a Parigi. Il fuoriclasse finlandese ha disputato sette corse in cinque giorni (8-13 luglio), vincendole tutte e collezionando un bottino-record di 5 medaglie d'oro. Mai nessuno è riuscito a fare altrettanto nell'atletica leggera olimpica in tutto il XX secolo.